# Roger Holeindre
Roger Holeindre (21 de març de 1929 – 30 de gener de 2020) fou un veterà de l'Exèrcit francès, polític i autor. Va lluitar a la Primera Guerra d'Indoxina i a la Guerra algeriana, i fou un membre de l'Assemblea Nacional des de 1986 a 1988. Holeindre també va ser vicepresident del Front Nacional (FN) on va representar la tendència nacional-conservadora, oposada al nacionalisme revolucionari i a les teories de la Tercera posició. Holeindre fou el president del Cercle nacional des combattants.
Proper a Jean-Marie Le Pen però contrari a la línia de la seva filla Marine i a la "desdemonització" del partit, va abandonar l'FN el 2011 per incorporar-se al Parti de la France, del qual va ser president d'honor des del 2016 fins a la seva mort.

## Obra publicada
- Holeindre, Roger. Le Levain de la colère.  Paris: Éditions Saint-Just, 1963. OCLC 460642414.
- Holeindre, Roger. Honneur ou décadence.  Meaux: Éditions du Fuseau, 1965. OCLC 7410783.
- Holeindre, Roger. Requiem pour trois sous-offs.  Aulnay-sous-Bois: Presses SPIP, 1974. OCLC 949182205.
- Holeindre, Roger; Marsal, Marcel. Hanoï : combats pour un empire.  Paris: Éditions Jacques Grancher, 1979. OCLC 373540022.
- Holeindre, Roger. Le rire du cosaque.  Paris: Robert Laffont, 1981. ISBN 9782221006801. OCLC 417426887.
- Holeindre, Roger. L'Asie en marche.  Paris: Robert Laffont, 1983. ISBN 9782221009543. OCLC 726267838.
- Holeindre, Roger. Aux larmes, citoyens!.  Paris: Robert Laffont, 1987. ISBN 9782221053065. OCLC 781898604.
- Holeindre, Roger. À tous ceux qui n'ont rien compris.  Paris: Robert Laffont, 1989. ISBN 9782221058886. OCLC 20949798.
- Holeindre, Roger. Le commando.  Paris: Camelot, 1990. ISBN 9782878980011. OCLC 33418369.
- Holeindre, Roger. Derrière mes barreaux.  Paris: Editions Albatros, 1990. OCLC 25853652.
- Bariller, Damien; Holeindre, Roger. S.O.S. hystérie.  Paris: Editions nationales, 1992. ISBN 9782909178103. OCLC 34883902.
- Holeindre, Roger; Sanders, Alain. Des Pavillons noirs à Diên Biên Phu.  Limoges: Éditions Flanant, 1997. ISBN 9782911349034. OCLC 490360774.
- Holeindre, Roger. Torture, ils ont dit torture ? Algérie, Vietnam, Cambodge... demain la France ?.  Paris: Cercle National des Combattants, 1999.
- Holeindre, Roger. Halte au révisionnisme ! : Des enfants de Goebbels et du KGB.  Paris: Éditions Godefroy de Bouillon, 2000. ISBN 9782841911042. OCLC 237384940.
- Arnaud, Gilles; Holeindre, Roger; Weber, Nicolas. S.O.S. hystérie II.  Paris: Éditions Godefroy de Bouillon, 2003. ISBN 9782841911561.
- Holeindre, Roger. L'imposture Viet-Minh.  Pont-Authou: Les Éditions d'Héligoland, 2004. ISBN 9782952312806.
- Holeindre, Roger. Algérie : Imposture mensonges et trahisons.  Paris: Cercle National des Combattants, 2005.
- Holeindre, Roger. La Guerre psychologique ou les nouveaux collabos.  Pont-Authou: Les Éditions d'Héligoland, 2005. ISBN 9782952312813.
- Holeindre, Roger. Moyen-Orient : Cent ans de mensonges.  Pont-Authou: Les Editions d'Héligoland, 2007. ISBN 9782952312820. OCLC 159955587.
- Holeindre, Roger. Trahisons sur commande : Histoire du parti communiste français.  Pont-Authou: Les Editions d'Héligoland, 2008. ISBN 9782952312837. OCLC 944231510.
- Holeindre, Roger. L'homme qui faisait se battre les Français entre eux : histoire du Gaullisme.  Pont-Authou: Les Editions d'Héligoland, 2009. ISBN 9782952312868.
- Holeindre, Roger; Sanders, Alain. Ce qu'on ne vous a jamais dit sur Katyn.  La Chaussée-d'Ivry: Atelier Fol'fer, 2010. ISBN 9782357910225.
- Holeindre, Roger. C'était des hommes : histoire vraie de la guerre d'Indochine.  Pont-Authou: Les Éditions d'Héligoland, 2013. ISBN 9782914874939. OCLC 866823745.
- Holeindre, Roger. Que Dieu sauve la France !.  Pont-Authou: Les Editions d'Héligoland, 2015. ISBN 9782366110005. OCLC 944229724.
- Holeindre, Roger. 1935-2015, 80 ans de mensonges et de calomnies : ça suffit!.  Pont-Authou: Les Éditions d'Héligoland, 2015. ISBN 9782366110081. OCLC 946662448.
- Holeindre, Roger. La Réconciliation Nationale : Lettre ouverte aux français musulmans.  Paris: Éditions Apopsix, 2016. ISBN 9782359791280.